# Список Героев Социалистического Труда (Иаманидзе — Изъюрова)
Эта страница является частью списка Героев Социалистического Труда и перечисляет в алфавитном порядке лиц, удостоенных звания Героя Социалистического Труда, чьи фамилии начинаются с буквы «И», от Иаманидзе до Изъюрова.
- Список не включает дважды и трижды Героев Социалистического Труда, а также лиц, лишённых этого звания.
- Список содержит информацию о датах жизни, роде деятельности и дате присвоения звания Героя.
- Герои, удостоенные звания посмертно, выделены в списке  серым цветом .
- Герои, сменившие фамилию после присвоения звания, приводятся в списках дважды, при этом строка с новой фамилией выделяется  бежевым цветом  и не имеет номера.

## Список людей, фамилии которых начинаются с «И»
| Навигационная таблица | Навигационная таблица |
| --------------------- | --------------------- |
| «И»                   | Иаманидзе — Изъюрова  |
| «И»                   | Икауниек — Йоонас     |

| №          | Фамилия, имя, отчество               | Даты жизни              | Деятельность | Дата присвоения | ГС         |
| ---------- | ------------------------------------ | ----------------------- | --- | --------------- | ---------- |
| 1          | Иаманидзе Мелентий Семёнович         | 1904 — ????             | Заведующий отделом сельского хозяйства Кутаисского района Грузинской ССР | 25.11.1950      | [ ГС 1 ]   |
| 2          | Ибадов Рамазан Магеррам оглы         | 03.07.1926 — 29.08.2000 | Старший моторист танкера «Алёша Джапаридзе» Каспийского морского пароходства Министерства морского флота СССР, гор. Баку Азербайджанской ССР | 04.05.1971      | [ ГС 2 ]   |
| 3          | Ибадуллаев Худен                     | 1882 — ????             | Звеньевой колхоза имени Тельмана Ильялинского района Ташаузской области | 30.07.1951      | [ ГС 3 ]   |
| 4          | Ибатов Джалол                        | 1918 — ????             | Звеньевой колхоза «Шуро» Гиссарского района Сталинабадской области | 01.03.1948      |            |
| 5          | Ибатуллин Каримулла Хакимович        | 06.03.1928 — 2011       | Бригадир каменщиков строительно-монтажного управления № 8 треста № 2 «Промстрой», Татарская АССР | 11.08.1966      |            |
| 6          | Ибрагимов Алиш                       | 1897 — ????             | Бригадир колхоза «Новый путь» Чуйского района Джамбулской области | 28.03.1948      | [ ГС 4 ]   |
| 7          | Ибрагимов Бекир Гасан оглы           | 1903 — 31.12.1967       | Старший чабан колхоза «Коммунист» Кедабекского района Азербайджанской ССР | 21.11.1958      | [ ГС 5 ]   |
| 8          | Ибрагимов Валиджан                   | 1919 — ????             | Звеньевой колхоза имени Сталина Халдыванбекского района Андижанской области | 11.01.1957      | [ ГС 6 ]   |
| 9          | Ибрагимов Иса                        | 1891 — ????             | Звеньевой племенного молочного совхоза «Вревский» № 3 Министерства совхозов СССР, Янги-Юльский район Ташкентской области | 26.09.1950      |            |
| 10         | Ибрагимов Исмаил Али оглы            | 31.12.1915 — 16.07.2016 | Ректор Азербайджанского института нефти и химии имени М. Азизбекова, академик АН Азербайджанской ССР, гор. Баку | 02.01.1986      | [ ГС 7 ]   |
| 11         | Ибрагимов Исраил                     | 1913 — ????             | Бригадир колхоза имени Фрунзе Ахунбабаевского района Ферганской области | 17.09.1951      | [ ГС 8 ]   |
| 12         | Ибрагимов Ихтияр                     | 11.01.1907 — 27.12.1989 | Главный агроном Канибадамского районного отдела хлопководства Ленинабадской области | 26.06.1951      |            |
| 13         | Ибрагимов Мирза Аждар оглы           | 28.10.1911 — 17.12.1993 | Народный писатель Азербайджанской ССР, председатель Советского комитета солидарности стран Азии и Африки, гор. Баку | 14.10.1981      | [ ГС 9 ]   |
| 14         | Ибрагимов Саид                       | 22.12.1918 — 05.1981    | Бригадир колхоза «40 лет Октября» Букинского района Ташкентской области | 10.12.1973      | [ ГС 10 ]  |
| 15         | Ибрагимов Энвер Камбар оглы          | 15.07.1931 — ????       | Звеньевой виноградарского совхоза «Азербайджан» Министерства пищевой промышленности СССР, Азербайджанская ССР | 03.09.1951      | [ ГС 11 ]  |
| 16         | Ибрагимов Юнусали                    | 1928 — ????             | Бригадир совхоза имени Жданова Узбекистанского района Ферганской области | 30.04.1966      | [ ГС 12 ]  |
| 17         | Ибрагимова Зулейха Касум кызы        | 1878 — 22.01.1972       | Звеньевая колхоза «Шарк» Бардинского района Азербайджанской ССР | 10.03.1948      | [ ГС 13 ]  |
| 17.000001  | Ибрагимова Имамат                    | 1928—2006               | Звеньевая Алма-Атинского табаководческого совхоза Министерства пищевой промышленности СССР, Илийский район Алма-Атинской области | 06.05.1949      | [ ГС 14 ]  |
| 18         | Ибрагимова Марзия                    | 15.02.1918 — 26.05.2021 | Звеньевая колхоза «Красная Звезда» Джамбулского района Джамбулской области | 28.03.1948      | [ ГС 15 ]  |
| 19         | Ибрагимова Розия Ибрагимовна         | род. 1932               | Врач больницы № 2, гор. Душанбе Таджикской ССР | 23.10.1978      |            |
| 20         | Ибрагимова Фагиля Нурулловна         | 11.03.1926 — 08.09.2010 | Доярка совхоза «Туринский» Тюменского района Тюменской области | 06.09.1973      | [ ГС 16 ]  |
| 21         | Ибрагимхалилова Гариба Сулейман кызы | род. 03.03.1929         | Звеньевая колхоза имени Ленина Нухинского района Азербайджанской ССР | 17.06.1950      | [ ГС 17 ]  |
| 22         | Ибраев Бакир Ибраевич                | 1905—1965               | Инструктор по обучению рабочих-бетонщиков передовым методам труда треста «Алтайсвинецстрой» Восточно-Казахстанского совнархоза | 09.08.1958      | [ ГС 18 ]  |
| 23         | Ибраев Сатибек                       | 1887—1964               | Старший чабан колхоза «Куаныш» Коунрадского района Карагандинской области | 23.07.1948      | [ ГС 19 ]  |
| 24         | Ибраимов Ошакбай                     | 06.08.1937 — 28.02.2003 | Старший чабан колхоза «Казахстан» Меркенского района Джамбулской области | 22.03.1966      | [ ГС 20 ]  |
| 25         | Ивакин Николай Константинович        | 02.08.1934 — 03.01.2012 | Бригадир слесарей-монтажников Среднеуральского монтажного участка треста «Уралэнергомонтаж» Министерства энергетики и электрификации СССР, Свердловская область                                                                                      | 31.03.1981      | [ ГС 21 ]  |
| 26         | Иваненко Александр Григорьевич       | род. 1927               | Шофёр Антрацитовского автотранспортного предприятия 12773 Министерства автомобильного транспорта Украинской ССР, Ворошиловградская область | 04.05.1971      |            |
| 27         | Иваненко Варвара Павловна            | 27.10.1918 — 19.02.2007 | Учительница средней школы № 30, гор. Киев | 01.07.1968      | [ ГС 22 ]  |
| 28         | Иваненко Павел Сергеевич             | 15.09.1918 — 31.12.1973 | Председатель колхоза «Украина» Миргородского района Полтавской области | 08.04.1971      | [ ГС 23 ]  |
| 29         | Иваненко Савелий Стефанович          | 1915 — ????             | Управляющий фермой свиноводческого совхоза имени Калинина Министерства совхозов СССР, Артёмовский район Сталинской области | 24.09.1949      |            |
| 30         | Иваненко Фёдор Иосифович             | 1910 — 15.01.1950       | Председатель колхоза «Политотделец» Марьянского района Краснодарского края | 06.05.1948      | [ ГС 24 ]  |
| 31         | Иванец Александр Иванович            | 28.05.1937 — 10.05.2002 | Механизатор совхоза «Баштанский» Баштанского района Николаевской области | 08.12.1973      |            |
| 32         | Иваниди Анна Федосеевна              | 1917 — ????             | Звеньевая колхоза «Стахановец» Адлерского района Краснодарского края | 16.04.1949      |            |
| 33         | Иванин Михаил Петрович               | 08.03.1925 — 15.11.2009 | Старший оператор новопрокатного цеха Днепровского металлургического завода имени Ф. Э. Дзержинского Днепропетровского совнархоза, гор. Днепродзержинск                                                                                               | 19.07.1958      | [ ГС 25 ]  |
| 34         | Иваницкий Андрей Фёдорович           | 1901 — 29.01.1991       | Главный теплотехник Всесоюзного государственного проектного института «Теплоэлектропроект» Министерства строительства электростанций СССР, гор. Москва                                                                                               | 20.09.1962      | [ ГС 26 ]  |
| 35         | Иваницкий Фёдор Григорьевич          | 1896—1957               | Председатель колхоза «Праця» Шаргородского района Винницкой области | 16.02.1948      | [ ГС 27 ]  |
| 36         | Иванищев Иван Иванович               | 27.09.1927 — 23.06.1991 | Машинист машины по уборке фрезерного торфа Ореховского торфопредприятия Министерства топливной промышленности РСФСР, Орехово-Зуевский район Московской области                                                                                       | 20.04.1971      | [ ГС 28 ]  |
| 37         | Иванищенко Лука Алексеевич           | 31.10.1927 — 29.03.2005 | Председатель колхоза «Радянська Украина» Чернобаевского района Черкасской области | 08.12.1973      | [ ГС 29 ]  |
| 38         | Иванников Василий Иосифович          | 20.11.1918 — ????       | Бригадир монтёров телефонного узла управления Ленинградской городской телефонной станции Министерства связи СССР | 04.05.1971      | [ ГС 30 ]  |
| 39         | Иванников Николай Петрович           | 21.05.1912 — 11.10.1993 | Директор научно-производственного объединения «Геофизика» Министерства оборонной промышленности СССР, гор. Москва | 26.04.1971      | [ ГС 31 ]  |
| 40         | Иванникова Александра Фёдоровна      | 1910 — ????             | Звеньевая колхоза «Новый путь» Меркенского района Джамбулской области | 28.03.1948      | [ ГС 32 ]  |
| 41         | Иванникова Мария Сергеевна           | 14.11.1923 — 07.01.2006 | Ткачиха Московской хлопчатобумажной фабрики имени М. В. Фрунзе Министерства лёгкой промышленности РСФСР | 05.04.1971      | [ ГС 33 ]  |
| 42         | Иванов Александр Александрович       | 1912 — ????             | Бригадир проходчиков строительного управления № 6 треста «Сталиншахтострой» Министерства строительства предприятий угольной промышленности Украинской ССР, Сталинская область                                                                        | 26.04.1957      |            |
| 43         | Иванов Александр Андреевич           | род. 1926               | Работник предприятия Министерства электронной промышленности СССР, гор. Москва | 26.04.1971      |            |
| 44         | Иванов Александр Евгеньевич          | 09.12.1923 — 20.05.2005 | Машинист экскаватора Гороблагодатского рудоуправления Нижне-Тагильского металлургического комбината Свердловского совнархоза | 19.07.1958      | [ ГС 34 ]  |
| 45         | Иванов Александр Михайлович          | 25.05.1912 — 01.04.1995 | Главный агроном совхоза «Новоджанкойский» Джанкойского района Крымской области | 30.04.1966      | [ ГС 35 ]  |
| 46         | Иванов Александр Михайлович          | 10.01.1923 — 30.04.1997 | Расточник Ульяновского механического завода Министерства радиопромышленности СССР, гор. Ульяновск | 26.04.1971      | [ ГС 36 ]  |
| 47         | Иванов Алексей Иванович              | 21.08.1922 — 04.11.1999 | Председатель колхоза «Октябрь» Старицкого района Калининской области | 08.04.1971      | [ ГС 37 ]  |
| 48         | Иванов Анатолий Васильевич           | 10.06.1916 — 31.10.1983 | Машинист-инструктор локомотивного депо Минеральные Воды Орджоникидзевской железной дороги, Ставропольский край | 01.08.1959      | [ ГС 38 ]  |
| 49         | Иванов Анатолий Степанович           | 05.05.1928 — 31.05.1999 | Писатель, главный редактор журнала «Молодая гвардия», гор. Москва | 16.11.1984      | [ ГС 39 ]  |
| 50         | Иванов Антон Григорьевич             | 18.08.1933 — 15.11.1986 | Бригадир шофёров Красноярского производственного объединения пассажирского автотранспорта № 2 Министерства автомобильного транспорта РСФСР | 23.01.1974      | [ ГС 40 ]  |
| 51         | Иванов Антон Михайлович              | 14.08.1918 — 12.07.1994 | Первый секретарь Кзылтуского райкома Компартии Казахстана, Кокчетавская область | 11.01.1957      | [ ГС 41 ]  |
| 52         | Иванов Борис Иванович                | 06.08.1887 — 31.05.1965 | Член КПСС с 1906 года, участник первой рабочей группы по созданию газеты «Правда», гор. Москва | 04.05.1962      | [ ГС 42 ]  |
| 53         | Иванов Василий Васильевич            | 24.09.1920 — ????       | Бригадир вальцовщиков Ленинградского сталепрокатного завода Министерства чёрной металлургии СССР | 22.03.1966      | [ ГС 43 ]  |
| 54         | Иванов Василий Григорьевич           | 20.04.1928 — 25.05.1993 | Бурильщик шахты «Новая» рудоуправления имени Розы Люксембург треста «Ленинруда», гор. Кривой Рог Днепропетровской области | 19.07.1958      | [ ГС 44 ]  |
| 55         | Иванов Василий Ефимович              | 1918 — ????             | Бригадир проходчиков строительного управления № 2 треста «Сталиншахтопроходка» Министерства строительства предприятий угольной промышленности Украинской ССР, Сталинская область                                                                     | 26.04.1957      | [ ГС 45 ]  |
| 56         | Иванов Василий Кузьмич               | род. 24.03.1932         | Горнорабочий очистного забоя шахты «Ахтме» производственного объединения «Эстонсланец» Министерства чёрной металлургии СССР, гор. Кохтла-Ярве Эстонской ССР                                                                                          | 12.05.1977      | [ ГС 46 ]  |
| 57         | Иванов Виктор Андреевич              | 11.11.1910 — 13.08.2003 | Директор Запорожского трансформаторного завода Министерства электротехнической промышленности СССР | 20.04.1971      | [ ГС 47 ]  |
| 58         | Иванов Виктор Сергеевич              | 30.07.1937 — 30.12.2008 | Пилот-инструктор Тюменского объединённого авиационного отряда Тюменского управления гражданской авиации Министерства гражданской авиации СССР | 04.02.1983      | [ ГС 48 ]  |
| 59         | Иванов Владимир Арефьевич            | 08.10.1909 — 01.01.1980 | Начальник строительно-монтажного управления № 3 Краснодарводстроя Министерства мелиорации и водного хозяйства РСФСР, Краснодарский край | 23.06.1966      | [ ГС 49 ]  |
| 60         | Иванов Владимир Евменович            | 07.11.1926 — 19.06.2006 | Бригадир бетонщиков управления «Мартенстрой» треста «Запорожстрой», гор. Запорожье | 11.08.1966      | [ ГС 50 ]  |
| 61         | Иванов Владимир Константинович       | род. 1939               | Помощник мастера Черкасского шёлкового комбината имени 60-летия Великой Октябрьской социалистической революции Министерства лёгкой промышленности Украинской ССР                                                                                     | 17.03.1981      |            |
| 62         | Иванов Владимир Сергеевич            | 10.09.1909 — 22.04.1982 | Регулировщик Ленинградского объединения «Красная Заря» Министерства радиопромышленности СССР | 29.07.1966      | [ ГС 51 ]  |
| 63         | Иванов Владимир Сергеевич            | 22.04.1918 — 09.08.2000 | Старший инженер-технолог Московского радиозавода Министерства радиопромышленности СССР | 29.07.1966      | [ ГС 52 ]  |
| 64         | Иванов Гавриил Иванович              | 06.04.1922 — 27.02.2011 | Бригадир слесарей-сборщиков Центрального конструкторского бюро технологии и оборудования научно-производственного объединения «Позитрон» Министерства электронной промышленности СССР, гор. Ленинград                                                | 29.03.1976      | [ ГС 53 ]  |
| 65         | Иванов Георгий Тихонович             | 05.05.1922 — 29.10.2013 | Директор совхоза «Батуринский» Холм-Жирковского района Смоленской области | 30.04.1966      | [ ГС 54 ]  |
| 66         | Иванов Григорий Фёдорович            | 26.12.1910 — 16.06.1979 | Директор совхоза «Боевой» Исилькульского района Омской области | 08.04.1971      | [ ГС 55 ]  |
| 67         | Иванов Дмитрий Андреевич             | 07.11.1917 — 18.10.1994 | Комбайнёр совхоза «Сибиряк» Русско-Полянского района Омской области | 23.06.1966      | [ ГС 56 ]  |
| 68         | Иванов Евгений Алексеевич            | 13.02.1911 — 10.07.1983 | Первый заместитель генерального конструктора опытного конструкторского бюро имени П. О. Сухого Министерства авиационной промышленности СССР, гор. Москва                                                                                             | 08.07.1976      | [ ГС 57 ]  |
| 69         | Иванов Евгений Григорьевич           | 26.11.1934 — 29.09.2016 | Бригадир монтажников строительного управления № 3 треста «Башнефтепромстрой» Министерства газовой промышленности СССР, Башкирская АССР | 30.03.1971      | [ ГС 58 ]  |
| 70         | Иванов Ефим Васильевич               | 1918 — 15.01.1989       | Председатель колхоза «Искра» Мухоршибирского района Бурятской АССР | 08.04.1971      | [ ГС 59 ]  |
| 71         | Иванов Иван Андреевич                | 05.01.1904 — 13.01.1987 | Директор Всесоюзного научно-исследовательского института железнодорожного транспорта, гор. Москва | 01.08.1959      | [ ГС 60 ]  |
| 72         | Иванов Иван Захарович                | 05.04.1927 — 09.10.2011 | Директор Камского леспромхоза Министерства лесного хозяйства Татарской АССР | 19.12.1985      | [ ГС 61 ]  |
| 73         | Иванов Иван Иванович                 | 14.09.1922 — 30.03.1992 | Комбайнёр совхоза «Новый путь» Осакаровского района Карагандинской области | 13.12.1972      | [ ГС 62 ]  |
| 74         | Иванов Иван Иванович                 | 21.11.1918 — 18.04.1999 | Заместитель главного конструктора ОКБ-586 Государственного комитета Совета Министров СССР по оборонной технике, гор. Днепропетровск | 17.06.1961      | [ ГС 63 ]  |
| 75         | Иванов Илья Иванович                 | 13.08.1899 — 02.05.1967 | Главный конструктор ОКБ-221 завода «Баррикады», генерал-майор технических войск, гор. Сталинград | 28.10.1940      | [ ГС 64 ]  |
| 76         | Иванов Константин Константинович     | 1908 — ????             | Звеньевой колхоза «Ударник полей» Промышленновского района Кемеровской области | 25.02.1949      | [ ГС 65 ]  |
| 77         | Иванов Леонид Александрович          | 1926 — 25.01.2009       | Слесарь Рыбинского электротехнического завода Министерства электронной промышленности СССР, Ярославская область | 26.04.1971      | [ ГС 66 ]  |
| 78         | Иванов Леонид Иванович               | 21.08.1923 — 27.02.1992 | Бригадир колхоза имени Жданова Байкаловского района Свердловской области | 23.06.1966      | [ ГС 67 ]  |
| 79         | Иванов Михаил Григорьевич            | 28.09.1909 — 31.05.1981 | Директор Майкопской МТС Адыгейской автономной области | 06.05.1948      | [ ГС 68 ]  |
| 80         | Иванов Михаил Иванович               | 21.09.1929 — 11.09.2011 | Бригадир монтажников строительно-монтажного управления № 29 строительного треста № 2 Министерства строительства СССР, Чувашская АССР | 07.05.1971      | [ ГС 69 ]  |
| 81         | Иванов Михаил Ильич                  | род. 24.09.1922         | Фрезеровщик Ленинградского оптико-механического объединения имени В. И. Ленина Министерства оборонной промышленности СССР | 28.07.1966      | [ ГС 70 ]  |
| 82         | Иванов Михаил Михайлович             | 18.10.1919 — 06.05.1993 | Шофёр Калтайского леспромхоза Томского района Томской области | 05.10.1957      | [ ГС 71 ]  |
| 83         | Иванов Николай Васильевич            | 06.12.1921 — 12.02.1974 | Бригадир тракторной бригады Кротовской МТС Куйбышевского района Куйбышевской области | 26.02.1948      | [ ГС 72 ]  |
| 84         | Иванов Николай Максимович            | 1919 — 04.03.1999       | Тракторист молочного совхоза «Абанский» Министерства совхозов СССР, Абанский район Красноярского края | 23.06.1950      | [ ГС 73 ]  |
| 85         | Иванов Николай Маркелович            | 18.05.1911 — 20.08.1974 | Начальник управления строительства «Сибакадемстроя», генерал-майор инженерно-технической службы, гор. Новосибирск | 29.04.1967      | [ ГС 74 ]  |
| 86         | Иванов Николай Фёдорович             | 11.09.1917 — 01.04.2001 | Мастер завода «Воронежсельмаш» Министерства тракторного и сельскохозяйственного машиностроения СССР, гор. Воронеж | 05.04.1971      | [ ГС 75 ]  |
| 87         | Иванов Николай Фёдорович             | род. 1924               | Бригадир монтажников мостоотряда № 5 мостостроительного треста № 2 Министерства транспортного строительства СССР, Хакасская автономная область | 12.04.1966      | [ ГС 76 ]  |
| 88         | Иванов Павел Иванович                | 26.01.1913 — 03.03.1977 | Комбайнёр овцеводческого совхоза «Алабугский» Министерства совхозов СССР, Притобольный район Курганской области | 30.05.1952      | [ ГС 77 ]  |
| 89         | Иванов Павел Никандрович             | 30.08.1906 — 28.10.2002 | Начальник Ленского речного пароходства Министерства речного флота РСФСР, гор. Якутск | 14.09.1966      | [ ГС 78 ]  |
| 90         | Иванов Пётр Николаевич               | 12.07.1914 — 08.07.1976 | Слесарь-сборщик завода «Большевик» Ленинградского совнархоза | 17.06.1961      | [ ГС 79 ]  |
| 91         | Иванов Семён Герасимович             | 1903 — 11.01.1992       | Директор Бай-Хакской МТС Тандинского района Тувинской автономной области | 10.06.1949      | [ ГС 80 ]  |
| 92         | Иванов Сергей Александрович          | род. 25.08.1931         | Слесарь механосборочных работ завода «Светлана» Министерства электронной промышленности СССР, гор. Ленинград | 08.06.1977      | [ ГС 81 ]  |
| 93         | Иванов Степан Антонович              | 17.03.1916 — 22.07.1993 | Комбайнёр Красноармейской МТС Красноармейского района Кокчетавской области | 21.08.1951      | [ ГС 82 ]  |
| 94         | Иванов Степан Егорович               | род. 1923               | Звеньевой виноградарского совхоза «Карданахи» Министерства пищевой промышленности СССР, Гурджаанский район Грузинской ССР | 04.09.1950      |            |
| 95         | Иванов Фёдор Анисимович              | 01.11.1905 — 25.06.1981 | Председатель колхоза «Ленинский путь» Волосовского района Ленинградской области | 22.06.1957      | [ ГС 83 ]  |
| 96         | Иванов Эдуард Евгеньевич             | 08.03.1931 — 24.06.2018 | Генеральный директор научно-производственного объединения «Научный центр» Министерства электронной промышленности СССР, гор. Москва | 13.02.1986      | [ ГС 84 ]  |
| 97         | Иванов Юрий Михайлович               | род. 28.12.1931         | Председатель колхоза «Красный Октябрь» Сонковского района Калининской области | 29.08.1986      | [ ГС 85 ]  |
| 98         | Иванов Юрий Михайлович               | 08.03.1930 — 29.09.2009 | Шлифовщик завода «Революционный труд» Министерства радиопромышленности СССР, гор. Тамбов | 26.04.1971      | [ ГС 86 ]  |
| 98.000002  | Иванова Александра Григорьевна       | 1930 — 24.04.2015       | Доярка колхоза «Родина» Грязовецкого района Вологодской области | 07.03.1960      | [ ГС 87 ]  |
| 99         | Иванова Анастасия Ивановна           | род. 19.09.1929         | Бригадир совхоза «Башмаковский» Башмаковского района Пензенской области | 22.03.1966      | [ ГС 88 ]  |
| 100        | Иванова Анастасия Поликарповна       | 29.04.1905 — 03.11.1985 | Скотник-пастух племенного молочного совхоза «Караваево» Министерства совхозов СССР, Костромской район Костромской области | 12.07.1949      | [ ГС 89 ]  |
| 101        | Иванова Анна Трофимовна              | 06.08.1923 — 26.05.2008 | Старшая сифонщица Днепропетровского металлургического завода имени Г. И. Петровского Министерства чёрной металлургии Украинской ССР | 22.03.1966      | [ ГС 90 ]  |
| 102        | Иванова Антонина Анатольевна         | 1933 — 13.12.2000       | Доярка совхоза «Красная звезда» Вологодского района Вологодской области | 08.04.1971      | [ ГС 91 ]  |
| 103        | Иванова Валентина Ивановна           | род. 16.08.1932         | Швея-мотористка Пензенской швейной фабрики имени Клары Цеткин Министерства лёгкой промышленности РСФСР | 31.12.1973      | [ ГС 92 ]  |
| 104        | Иванова Елена Семёновна              | 20.09.1922 — 20.07.2015 | Звеньевая семеноводческого совхоза «Сибиряк» Министерства совхозов СССР, Тулунский район Иркутской области | 03.05.1948      | [ ГС 93 ]  |
| 105        | Иванова Елизавета Ильинична          | 10.10.1930 — 27.11.1997 | Доярка совхоза «Можгинский» Можгинского района Удмуртской АССР | 06.09.1973      | [ ГС 94 ]  |
| 106        | Иванова Елизавета Фёдоровна          | 06.07.1923 — 05.03.1975 | Машинист мостового крана Балхашского горнометаллургического комбината Карагандинского совнархоза | 07.03.1960      | [ ГС 95 ]  |
| 107        | Иванова Зинаида Ивановна             | 15.05.1923 — 16.08.2014 | Бригадир полеводческой бригады Начикинского совхоза Елизовского района Камчатской области | 07.03.1960      | [ ГС 96 ]  |
| 108        | Иванова Зинаида Михайловна           | 13.03.1921 — 2008       | Мастер машинного доения коров совхоза «Ударник» Бежаницкого района Псковской области | 22.03.1966      | [ ГС 97 ]  |
| 109        | Иванова Ирина Андреевна              | 1909 — ????             | Звеньевая семеноводческого колхоза «2 пятилетка» Больше-Писаревского района Сумской области | 18.06.1949      |            |
| 110        | Иванова Ирина Фёдоровна              | 19.05.1917 — 26.02.2002 | Звеньевая семеноводческого колхоза «Союз строителей» Ояшинского района Новосибирской области | 20.03.1949      | [ ГС 98 ]  |
| 111        | Иванова Людмила Афанасьевна          | 02.08.1930 — 11.04.2008 | Ткачиха прядильно-ткацкой фабрики имени Вагжанова Министерства лёгкой промышленности РСФСР, гор. Калинин | 09.06.1966      | [ ГС 99 ]  |
| 112        | Иванова Мария Васильевна             | 07.04.1921 — 16.07.1996 | Председатель колхоза «Путь Ленина» Сонковского района Калининской области | 08.04.1971      | [ ГС 100 ] |
| 113        | Иванова Мария Николаевна             | 25.04.1912 — ????       | Звеньевая колхоза «Красный Октябрь» Рыльского района Курской области | 04.05.1948      | [ ГС 101 ] |
| 114        | Иванова Мария Павловна               | род. 04.07.1931         | Штукатур передвижной механизированной колонны № 110 управления «Воронежоблсельстрой» Министерства сельского строительства РСФСР, Воронежская область                                                                                                 | 07.05.1971      | [ ГС 102 ] |
| 115        | Иванова Надежда Ивановна             | 01.07.1920 — ????       | Свинарка совхоза «Ислица» Бауского района Латвийской ССР | 07.03.1960      | [ ГС 103 ] |
| 116        | Иванова Нина Ивановна                | 15.12.1933 — 24.02.2016 | Отделочница Шумерлинского завода спецавтофургонов Министерства лесной и деревообрабатывающей промышленности СССР, Чувашская АССР | 07.05.1971      | [ ГС 104 ] |
| 117        | Иванова Нина Павловна                | 05.11.1912 — 10.01.1987 | Телятница племенного молочного совхоза «Караваево» Министерства совхозов СССР, Костромской район Костромской области | 04.03.1953      | [ ГС 105 ] |
| 117.000003 | Иванова Ольга Максимовна             | 07.07.1918 — ????       | Птичница совхоза «Коммунар» Чудовского района Новгородской области | 22.03.1966      | [ ГС 106 ] |
| 117.000004 | Иванова Раиса Васильевна             | 05.11.1925 — 2010       | Звеньевая свеклосовхоза имени Микояна Министерства пищевой промышленности СССР, Кореновский район Краснодарского края | 19.05.1948      | [ ГС 107 ] |
| 118        | Иванова Янина Григорьевна            | 17.03.1930 — 03.11.2024 | Телятница совхоза Юзефо-Николаевского сахарного комбината Казатинского района Винницкой области | 22.03.1966      | [ ГС 108 ] |
| 119        | Ивановская Галина Васильевна         | род. 17.07.1943         | Ткачиха производственного объединения шерстяных детских тканей «Подмосковье» Министерства текстильной промышленности РСФСР, Мытищинский район Московской области                                                                                     | 23.05.1986      | [ ГС 109 ] |
| 120        | Ивановская Мария Романовна           | 31.12.1912 — ????       | Мастер Минской кондитерской фабрики «Коммунарка» Министерства пищевой промышленности Белорусской ССР | 21.07.1966      | [ ГС 110 ] |
| 121        | Ивановский Василий Яковлевич         | род. 1928               | Комбайнёр Ново-Павловской МТС Чаплинского района Херсонской области | 24.08.1953      |            |
| 122        | Ивановский Владислав Викторович      | 23.03.1928 — 06.11.2000 | Директор птицесовхоза «Прохладное» Северо-Кавказского военного округа, Прохладненский район Кабардино-Балкарской АССР | 16.07.1986      | [ ГС 111 ] |
| 123        | Ивануна Варвара Александровна        | 28.11.1924 — 15.02.1999 | Звеньевая Велико-Октябрьского свеклосовхоза Министерства пищевой промышленности СССР, Сумская область | 12.09.1949      | [ ГС 112 ] |
| 124        | Иванцов Виктор Михайлович            | род. 27.06.1933         | Главный конструктор радиолокационных станций надгоризонтной радиолокации Радиотехнического института Академии наук СССР, гор. Москва | 11.02.1985      | [ ГС 113 ] |
| 125        | Иванцов Леонид Михайлович            | 18.02.1929 — ????       | Бригадир совхоза «Феодосийский», гор. Феодосия Крымской области | 30.04.1966      | [ ГС 114 ] |
| 126        | Иванцов Николай Максимович           | 29.12.1913 — 27.02.2002 | Заместитель Министра энергетики и электрификации СССР, бывший начальник управления строительства «Саратовгэсстрой» | 29.11.1972      | [ ГС 115 ] |
| 127        | Иванцов Пётр Петрович                | 02.01.1919 — 06.05.1977 | Бригадир полеводческой бригады колхоза «Страна Советов» с. Талое Балахтинского района Красноярского края | 07.01.1948      | [ ГС 116 ] |
| 128        | Иванченко Екатерина Давидовна        | 1905 — ????             | Звеньевая колхоза имени Кагановича Кировоградской области | 25.09.1948      |            |
| 129        | Иванченко Иван Васильевич            | 20.03.1934 — 03.02.2012 | Бригадир горнорабочих очистного забоя шахты «Ново-Павловская» треста «Краснолучуголь» комбината «Донбассантрацит» Министерства угольной промышленности Украинской ССР, Луганская область                                                             | 29.06.1966      | [ ГС 117 ] |
| 130        | Иванченко Михаил Петрович            | 1911 — ????             | Агроном колхоза «Жовтень» Каменского района Кировоградской области | 13.05.1948      | [ ГС 118 ] |
| 131        | Иванченко Никита Степанович          | 1900 — ????             | Бригадир тракторной бригады Шестаковской МТС Больше-Висковского района Кировоградской области | 25.09.1948      |            |
| 132        | Иванченко Пётр Сергеевич             | 1930 — 15.02.2011       | Машинист экскаватора Сорского молибденового комбината Министерства цветной металлургии СССР, Хакасская автономная область | 20.05.1966      | [ ГС 119 ] |
| 133        | Иванченко Раиса Васильевна           | род. 15.02.1940         | Доярка совхоза имени Карла Маркса Аламединского района Киргизской ССР | 25.12.1976      | [ ГС 120 ] |
| 134        | Иванчиков Владимир Дмитриевич        | 1926 — 20.01.1970       | Горнорабочий очистного забоя шахтоуправления № 21—134 треста «Краснодонуголь» комбината «Донбассантрацит» Министерства угольной промышленности Украинской ССР, Луганская область                                                                     | 29.06.1966      | [ ГС 121 ] |
| 135        | Иванько Лаврентий Порфирьевич        | 19.10.1904 — 24.07.2001 | Старший механик конного завода № 173 Днепропетровской области | 12.09.1949      | [ ГС 122 ] |
| 136        | Иванькова Аксинья Семёновна          | 03.01.1914 — ????       | Звеньевая виноградарского совхоза имени Молотова Министерства пищевой промышленности СССР, Анапский район Краснодарского края | 26.09.1950      | [ ГС 123 ] |
| 137        | Иванюков Демид Васильевич            | 1907 — 03.07.1975       | Директор Московского нефтеперерабатывающего завода Министерства нефтеперерабатывающей и нефтехимической промышленности СССР | 20.04.1971      | [ ГС 124 ] |
| 138        | Иванюков Михаил Васильевич           | 29.09.1895 — 17.08.1980 | Главный врач больницы № 1 Четвёртого Главного управления при Министерстве здравоохранения РСФСР, гор. Москва | 26.09.1975      | [ ГС 125 ] |
| 139        | Иванюта Анна Логвиновна              | 13.09.1929 — 18.01.2008 | Звеньевая колхоза «Россия» Толочинского района Витебской области | 30.04.1966      | [ ГС 126 ] |
| 140        | Ивасенко Ефросинья Корнеевна         | 15.07.1912 — 03.06.1996 | Звеньевая колхоза имени Чапаева Приазовского района Запорожской области | 21.05.1952      | [ ГС 127 ] |
| 141        | Ивахненко Надежда Васильевна         | род. 1929               | Звеньевая совхоза «Ажиновский» Багаевского района Ростовской области | 13.03.1981      | [ ГС 128 ] |
| 142        | Ивахнова Мария Тимофеевна            | род. 1924               | Рабочая Насакиральского совхоза Министерства сельского хозяйства СССР, Махарадзевский район Грузинской ССР | 01.09.1951      | [ ГС 129 ] |
| 143        | Ивашин Николай Митрофанович          | 03.08.1931 — 23.01.1989 | Комбайнёр Островской МТС Звериноголовского района Курганской области | 14.05.1951      | [ ГС 130 ] |
| 144        | Ивашин Павел Степанович              | 1915 — 04.11.1996       | Бригадир колхоза «Новый быт» Минусинского района Красноярского края | 07.01.1948      | [ ГС 131 ] |
| 145        | Ивашина Прасковья Николаевна         | 1916 — ????             | Телятница колхоза имени Жданова Сызранского района Куйбышевской области | 22.03.1966      | [ ГС 132 ] |
| 146        | Ивашкевич Василий Павлович           | 14.03.1928 — 14.07.1997 | Начальник комбината «Прокопьевскуголь» Министерства угольной промышленности СССР, Кемеровская область | 30.03.1971      | [ ГС 133 ] |
| 147        | Ивашкевич Тимофей Фёдорович          | 15.09.1908 — 1977       | Председатель колхоза имени Калинина Панфиловского района Фрунзенской области | 15.02.1957      | [ ГС 134 ] |
| 148        | Иващенко Анатолий Самойлович         | род. 04.09.1939         | Бригадир комплексной бригады строительного управления № 4 треста «Азовстальстрой» Министерства строительства предприятий тяжёлой индустрии СССР, город Жданов Донецкой области                                                                       | 15.06.1984      | [ ГС 135 ] |
| 149        | Иващенко Анна Михайловна             | 26.02.1926 — 15.03.2013 | Свинарка совхоза «Выришальный» Лохвицкого района Полтавской области | 08.04.1971      | [ ГС 136 ] |
| 150        | Иващенко Виктор Иванович             | 1930 — 21.02.2008       | Старший буровой мастер Камышинского управления буровых работ объединения «Нижневолжскнефть» Министерства нефтяной промышленности СССР, Волгоградская область                                                                                         | 30.03.1971      | [ ГС 137 ] |
| 151        | Иващенко Даниил Никитович            | 1919 — ????             | Комбайнёр Канеловской МТС Староминского района Краснодарского края | 10.06.1952      | [ ГС 138 ] |
| 152        | Иващенко Евдокия Никитична           | 1914 — ????             | Председатель колхоза «Крестьянин» Мартукского района Актюбинской области | 28.03.1948      | [ ГС 139 ] |
| 153        | Иващенко Николай Григорьевич         | 1928—1999               | Горнорабочий очистного забоя шахты «Донецкая» комбината «Краснодонуголь» Министерства угольной промышленности Украинской ССР, Ворошиловградская область                                                                                              | 30.03.1971      | [ ГС 140 ] |
| 154        | Иващенко Николай Кондратьевич        | 12.01.1936 — 21.06.2011 | Механизатор колхоза имени Горького Красноармейского района Донецкой области | 12.04.1979      | [ ГС 141 ] |
| 155        | Иващенко Николай Минович             | 1908—1964               | Бригадир колхоза имени Шевченко Куйбышевского района Куйбышевской области | 26.02.1948      | [ ГС 142 ] |
| 156        | Иващук Ананий Таламонович            | 07.11.1927 — ????       | Бригадир колхоза «Ленинськый шлях» Червоноармейского района Ровенской области | 22.12.1977      |            |
| 157        | Ивкина Анна Фёдоровна                | 01.12.1911 — 04.05.1983 | Доярка колхоза «Дело Октября» Ижевского района Рязанской области | 21.08.1953      | [ ГС 143 ] |
| 158        | Ивлев Василий Михайлович             | 21.07.1909 — 08.07.1997 | Комбайнёр Сладколиманской МТС Каневского района Краснодарского края | 13.06.1952      |            |
| 159        | Ивлев Дмитрий Иванович               | 1918—1973               | Комбайнёр МТС имени Кочубея Выселковского района Краснодарского края | 04.08.1952      |            |
| 160        | Ивлева Пелагея Сергеевна             | 1904—1986               | Доярка колхоза «Путь к коммунизму» Раменского района Московской области | 18.09.1950      | [ ГС 144 ] |
| 161        | Ивлева Татьяна Ивановна              | 08.01.1911 — 21.04.1983 | Звеньевая колхоза имени Димитрова Майкопского района Адыгейской автономной области | 06.05.1948      | [ ГС 145 ] |
| 162        | Ивлиев Дмитрий Иванович              | 23.10.1911 — 12.04.1986 | Старший геолог Южно-Приморской геологосъёмочной экспедиции Приморского геологического управления Министерства геологии РСФСР, Приморский край | 20.04.1971      | [ ГС 146 ] |
| 163        | Ивлиева Анна Александровна           | 13.12.1913 — 28.12.2003 | Директор совхоза «Новый Север» Ярославского района Ярославской области | 22.03.1966      | [ ГС 147 ] |
| 164        | Ивойлов Виталий Владимирович         | 27.05.1930 — 28.04.1998 | Монтажник мостостроительного отряда № 5 Мостостроительного треста № 9 Министерства транспортного строительства СССР, Иркутская область | 25.10.1984      | [ ГС 148 ] |
| 165        | Ивонин Иван Павлович                 | 17.11.1907 — 05.01.1993 | Начальник комбината «Ростовуголь» Министерства угольной промышленности западных районов СССР, Ростовская область | 28.08.1948      | [ ГС 149 ] |
| 166        | Ивочкин Фёдор Фёдорович              | род. 1927               | Бригадир проходчиков шахты № 38/10 «Кураховка» треста «Селидовуголь» Министерства угольной промышленности Украинской ССР, Сталинская область | 26.04.1957      | [ ГС 150 ] |
| 167        | Ивченко Александр Георгиевич         | 23.11.1903 — 30.06.1968 | Главный конструктор ОКБ-478 Государственного комитета по авиационной технике СССР, гор. Запорожье | 22.11.1963      | [ ГС 151 ] |
| 168        | Ивченко Андрей Максимович            | 1918 — ????             | Старший чабан совхоза «Турксад» Левокумского района Ставропольского края | 22.03.1966      | [ ГС 152 ] |
| 169        | Ивченко Иван Иванович                | 1911 — ????             | Комбайнёр совхоза «Нечаянский» Николаевского района Николаевской области | 23.06.1966      |            |
| 170        | Ивченко Михаил Митрофанович          | 01.01.1900 — 15.02.1964 | Мастер доменного цеха Ждановского металлургического завода «Азовсталь» имени Орджоникидзе Сталинского совнархоза | 19.07.1958      | [ ГС 153 ] |
| 171        | Ивченко Татьяна Петровна             | 05.12.1924 — 29.04.1993 | Свинарка совхоза «Большевик» Новосибирского района Новосибирской области | 08.04.1971      | [ ГС 154 ] |
| 172        | Ивыгин Геннадий Михайлович           | 04.01.1926 — 15.01.2004 | Токарь Ленинградского завода радиотехнического оборудования Министерства радиопромышленности СССР | 26.04.1971      | [ ГС 155 ] |
| 173        | Игамбердиев Кадирали                 | 1894 — ????             | Звеньевой колхоза имени Калинина Алтын-Кульского района Андижанской области | 12.07.1949      | [ ГС 156 ] |
| 174        | Игибаев Есен                         | 1904 — ????             | Старший табунщик колхоза «Коминтерн» Иргизского района Актюбинской области | 23.07.1948      | [ ГС 157 ] |
| 175        | Игибаев Жаныбай                      | 20.01.1936 — 06.05.2011 | Бригадир горнорабочих очистного забоя шахты «Михайловская» производственного объединения «Карагандауголь» Министерства угольной промышленности СССР, Карагандинская область                                                                          | 02.03.1981      | [ ГС 158 ] |
| 176        | Иглин Селиверст Герасимович          | 1904 — 01.11.1975       | Директор совхоза «Бештаугорец» Предгорного района Ставропольского края | 07.12.1973      | [ ГС 159 ] |
| 177        | Игнатенко Василий Кириллович         | 28.08.1930 — 08.03.2008 | Директор совхоза «Лысогорский» Запорожского района Запорожской области | 22.12.1977      | [ ГС 160 ] |
| 178        | Игнатенко Евгения Васильевна         | 08.03.1913 — 17.07.1991 | Бригадир слесарей-сборщиков Львовского приборостроительного завода Львовского совнархоза | 07.03.1960      | [ ГС 161 ] |
| 179        | Игнатенко Михаил Ильич               | 30.09.1929 — 2007       | Комбайнёр Ярульского совхоза Ирбейского района Красноярского края | 23.06.1966      | [ ГС 162 ] |
| 180        | Игнатов Александр Дмитриевич         | 15.10.1928 — 28.04.2001 | Звеньевой механизированного звена колхоза имени Котовского Ямпольского района Винницкой области | 08.04.1971      | [ ГС 163 ] |
| 181        | Игнатов Константин Осипович          | 1915 — ????             | Тракторист Монзенского леспромхоза Грязовецкого района Вологодской области | 05.10.1957      | [ ГС 164 ] |
| 182        | Игнатов Николай Григорьевич          | 16.05.1901 — 14.11.1966 | Заместитель Председателя Совета Министров СССР, член Президиума ЦК КПСС, гор. Москва | 15.05.1961      | [ ГС 165 ] |
| 183        | Игнатова Анастасия Васильевна        | 20.04.1907 — ????       | Звеньевая виноградарского совхоза имени Багирова Министерства пищевой промышленности СССР, Азербайджанская ССР | 03.09.1951      | [ ГС 166 ] |
| 184        | Игнатова Анна Алексеевна             | 1907 — ????             | Звеньевая семеноводческого совхоза «Хомутовский» Министерства совхозов СССР, Новодеревеньковский район Орловской области | 27.03.1948      | [ ГС 167 ] |
| 185        | Игнатова Антонина Васильевна         | 18.05.1926 — 31.01.2019 | Звеньевая Цинандальского виноградарского совхоза Министерства пищевой промышленности СССР, Телавский район Грузинской ССР | 05.10.1949      | [ ГС 168 ] |
| 186        | Игнатова Мария Яковлевна             | 1930 — 17.07.2001       | Свинарка совхоза «Крынки» Лиозненского района Витебской области | 07.03.1960      | [ ГС 169 ] |
| 187        | Игнатченко Григорий Петрович         | род. 1930               | Проходчик Никитовского ртутного комбината Сталинского совнархоза, гор. Горловка | 09.06.1961      | [ ГС 170 ] |
| 188        | Игнатьев Алексей Никитович           | 14.10.1919 — 20.12.2002 | Тракторист совхоза «Бурлаковский» Прокопьевского района Кемеровской области | 23.06.1966      | [ ГС 171 ] |
| 189        | Игнатьев Владимир Иванович           | род. 02.06.1937         | Бригадир горнорабочих очистного забоя шахты «Краснолиманская» имени 50-летия Великой Октябрьской социалистической революции производственного объединения «Красноармейскуголь» Министерства угольной промышленности Украинской ССР, Донецкая область | 28.03.1985      | [ ГС 172 ] |
| 190        | Игнатьев Георгий Михайлович          | 1907—1973               | Шофёр строительно-монтажного управления левого берега Куйбышевгидростроя Министерства электростанций СССР | 09.08.1958      | [ ГС 173 ] |
| 191        | Игнатьев Леонтий Михайлович          | 22.07.1905 — 01.01.1979 | Звеньевой колхоза «Новая жизнь» Усть-Кутского района Иркутской области | 02.04.1948      | [ ГС 174 ] |
| 192        | Игнатьева Антонина Игнатьевна        | 1919 — ????             | Заведующая сортосадом колхоза имени Шевченко Кировоградского района Кировоградской области | 30.04.1966      |            |
| 193        | Игнатьева Зоя Трофимовна             | 15.12.1917 — 20.05.1988 | Токарь завода № 19 имени И. В. Сталина, гор. Пермь | 07.03.1960      | [ ГС 175 ] |
| 194        | Игнатьева Мария Емельяновна          | 1909 — ????             | Звеньевая виноградарского совхоза имени Карла Маркса Министерства пищевой промышленности СССР, Дербентский район Дагестанской АССР | 05.10.1949      | [ ГС 176 ] |
| 195        | Игонин Владимир Панфилович           | 27.10.1931 — 17.07.1982 | Комбайнёр совхоза «Хмелевский» Мелекесского района Ульяновской области | 07.12.1973      | [ ГС 177 ] |
| 196        | Игутова Татьяна Семёновна            | 1933—2005               | Свинарка совхоза «Чебулинский» Болотнинского района Новосибирской области | 22.03.1966      | [ ГС 178 ] |
| 197        | Идикулов Тагай                       | 1921 — ????             | Бригадир совхоза «Правда» Ильичёвского района Сырдарьинской области | 10.03.1976      |            |
| 198        | Идрисов Гильмутдин Гайфутдинович     | 1927—1997               | Проходчик горных выработок шахты «Коксовая-1» треста «Кировуголь» комбината «Кузбассуголь» Министерства угольной промышленности СССР, Кемеровская область                                                                                            | 29.06.1966      | [ ГС 179 ] |
| 199        | Идрисов Мухтау                       | род. 1932               | Старший чабан совхоза «Баксайский» Махамбетского района Гурьевской области | 08.04.1971      | [ ГС 180 ] |
| 200        | Иембергенов Хожамберген              | 1916 — ????             | Директор средней школы имени Бердаха, гор. Кунград Каракалпакской АССР | 27.06.1978      | [ ГС 181 ] |
| 201        | Ижаковский Станислав Яковлевич       | 1903 — ????             | Бригадир колхоза имени Горького Черневецкого района Винницкой области | 16.02.1948      | [ ГС 182 ] |
| 202        | Изатуллаев Ергеш                     | 1926 — ????             | Бригадир колхоза «Победа» Туркестанского района Чимкентской области | 13.12.1972      | [ ГС 183 ] |
| 203        | Извекова Анна Борисовна              | 1922 — ????             | Комбайнёр колхоза «Новая жизнь» Щигровского района Курской области | 23.06.1966      |            |
| 204        | Изгагин Борис Георгиевич             | 10.02.1919 — 08.09.2013 | Директор Пермского моторостроительного завода Министерства авиационной промышленности СССР | 29.03.1976      | [ ГС 184 ] |
| 205        | Издюлеуов Мерген                     | 17.04.1907 — 24.09.1998 | Старший скотник совхоза «15 лет Казахской ССР» Хобдинского района Актюбинской области | 22.03.1966      | [ ГС 185 ] |
| 206        | Измаилян Акоп Саркисович             | 01.03.1924 — ????       | Старший чабан колхоза имени Сталина Мардакертского района Нагорно-Карабахской автономной области | 21.11.1958      | [ ГС 186 ] |
| 207        | Измайлов Фёдор Феоктистович          | 1900—1980               | Заведующий отделом сельского хозяйства Янги-Юльского района Ташкентской области | 18.05.1949      |            |
| 207.000005 | Измайлова Вера Трофимовна            | 1930—1985               | Свинарка совхоза «Чапаевский» Чапаевского района Куйбышевской области | 21.11.1958      | [ ГС 187 ] |
| 208        | Изместьев Михаил Григорьевич         | 1926—1994               | Бригадир горнорабочих очистного забоя участка № 1 шахты имени Ярославского треста «Ленинуголь» комбината «Кузбассуголь» Министерства угольной промышленности СССР, Кемеровская область                                                               | 29.06.1966      | [ ГС 188 ] |
| 209        | Изнов Абрам Тимофеевич               | 11.11.1886 — 31.03.1980 | Старший производитель работ строительного управления № 3 треста «Иркутскстрой», гор. Иркутск | 09.08.1958      | [ ГС 189 ] |
| 210        | Изотов Валентин Дмитриевич           | 01.05.1927 — 21.02.2001 | Бригадир комплексной бригады строительного управления № 234 строительного треста № 49 Министерства строительства СССР, Ленинградская область | 07.05.1971      | [ ГС 190 ] |
| 211        | Изотов Сергей Петрович               | 30.06.1917 — 06.05.1983 | Генеральный конструктор и директор Машиностроительного завода имени В. Я. Климова Министерства авиационной промышленности СССР, гор. Ленинград | 29.08.1969      | [ ГС 191 ] |
| 212        | Изотова Ирина Григорьевна            | 07.05.1894 — 02.07.1988 | Звеньевая колхоза «Рассвет» Дмитриевского района Курской области | 07.12.1957      | [ ГС 192 ] |
| 213        | Изтаев Аскар                         | 10.03.1930 — 19.12.2019 | Старший скотник совхоза «Волгоградский» Джетыгаринского района Кустанайской области | 08.04.1971      | [ ГС 193 ] |
| 214        | Изтлеуов Касымтай                    | 1908 — 09.08.1989       | Тракторист Акжарской МТС Кзыл-Ординской области | 11.01.1957      | [ ГС 194 ] |
| 215        | Изъюрова Раиса Дмитриевна            | 14.06.1914 — 20.07.2013 | Каменщица строительного управления № 1 треста «Комистрой» Коми совнархоза, гор. Сыктывкар | 09.08.1958      | [ ГС 195 ] |

| Навигационная таблица | Навигационная таблица |
| --------------------- | --------------------- |
| «И»                   | Иаманидзе — Изъюрова  |
| «И»                   | Икауниек — Йоонас     |